# イースタンフィドラー
イースタンフィドラー（Trygonorrhina fasciata、Easthern fiddler ray）は、ノコギリエイ目に属するエイの一種。

## 概要
全長は最大120cm。背面には特徴的な白色の線をもち、三角形の模様がTrygonorrhina dumerilii と本種を見分けるポイントとなっている。甲殻類を捕食する。仮称として、「バイオリンサカタザメ」と呼ばれることがある。

## 分布
オーストラリア東部に分布し、沿岸部の岩礁に近い砂地に生息する。